# Nigorella plebeja
Nigorella plebeja är en spindelart som först beskrevs av Koch L. 1875.  Nigorella plebeja ingår i släktet Nigorella och familjen hoppspindlar. Inga underarter finns listade i Catalogue of Life.